# Paíto
Martinho Martins Mukana, dit « Paíto », est né le 5 juillet 1982 à Maputo (Mozambique).

## Palmarès
- Finaliste de la Coupe de l'UEFA en 2005 avec le Sporting Portugal
- Vainqueur de la Coupe de Suisse en 2009 avec le FC Sion